# Aclista subaequalis
Aclista subaequalis är en stekelart som först beskrevs av Jean-Jacques Kieffer 1910.  Aclista subaequalis ingår i släktet Aclista, och familjen hyllhornsteklar. Arten är reproducerande i Sverige.